# Lijst van Joodse begraafplaatsen in de provincie Utrecht
Dit is een lijst van Joodse begraafplaatsen in de Nederlandse provincie Utrecht. Voorwaarde voor opname op de lijst is dat er op de begraafplaats in kwestie nog ten minste één grafsteen aanwezig is.
| Plaats             | Straat                   | Aantal grafstenen | Toegankelijkheid                          | Afbeelding |
| ------------------ | ------------------------ | ----------------- | ----------------------------------------- | ---------- |
| Amersfoort         | Bloemendalsestraat, oost | 1                 | Afgesloten                                |            |
| Amersfoort         | Bloemendalsestraat, west | 150               | Op verzoek                                |            |
| Amersfoort         | Soesterweg               | ca. 3.800         | Op verzoek                                |            |
| Leerdam            | Lingedijk                | 33                | Vrij toegankelijk                         |            |
| Maarssen           | Machinekade              | 3                 | n.b.                                      |            |
| Rhenen             | Lupinestraat             | 3                 | Op verzoek                                |            |
| Utrecht            | Zandpad                  | 800               | Op verzoek                                |            |
| Veenendaal         | Parallelweg              | 24                | n.b.                                      |            |
| Vianen             | Sparrendreef             | 35                | Tijdens openingsuren                      |            |
| Wijk bij Duurstede | Steenstraat              | 15                | n.b.                                      |            |
| Wijk bij Duurstede | Hijmanspad               | 2                 | n.b.                                      |            |
| Woerden            | Westdam                  | 55                | Tijdens rondleiding of Open Monumentendag |            |